# Atiye Deniz
Atiye Deniz, alias Atiye, née le 22 novembre 1988 à Brême, est une chanteuse germano-turque.

## Biographie
Atiye avait initialement été sélectionnée par le diffuseur TRT pour représenter la Turquie au Concours Eurovision de la chanson 2016 avant le retrait du diffuseur.

## Discographie

### Albums
- 2007 : Gözyaşlarım
- 2009 : Atiye
- 2011 : Budur
- 2012 : Bring Me Back (Single)
- 2013 :  Soygun Var

### Singles
- 2005 : Don’t Think
- 2005 : Gözyaşların
- 2006 : Hali Hali Hal
- 2007 : Beyaz Eşya
- 2009 : Muamma
- 2009 : Salla
- 2009 : Deli Ya
- 2010 : Kal feat. Teoman
- 2010 : Dondurma
- 2010 : Batum Turkusu
- 2011 : Budur
- 2011 : Güzelim
- 2012 : Bring Me Back